# Égypte sous les Alaouites

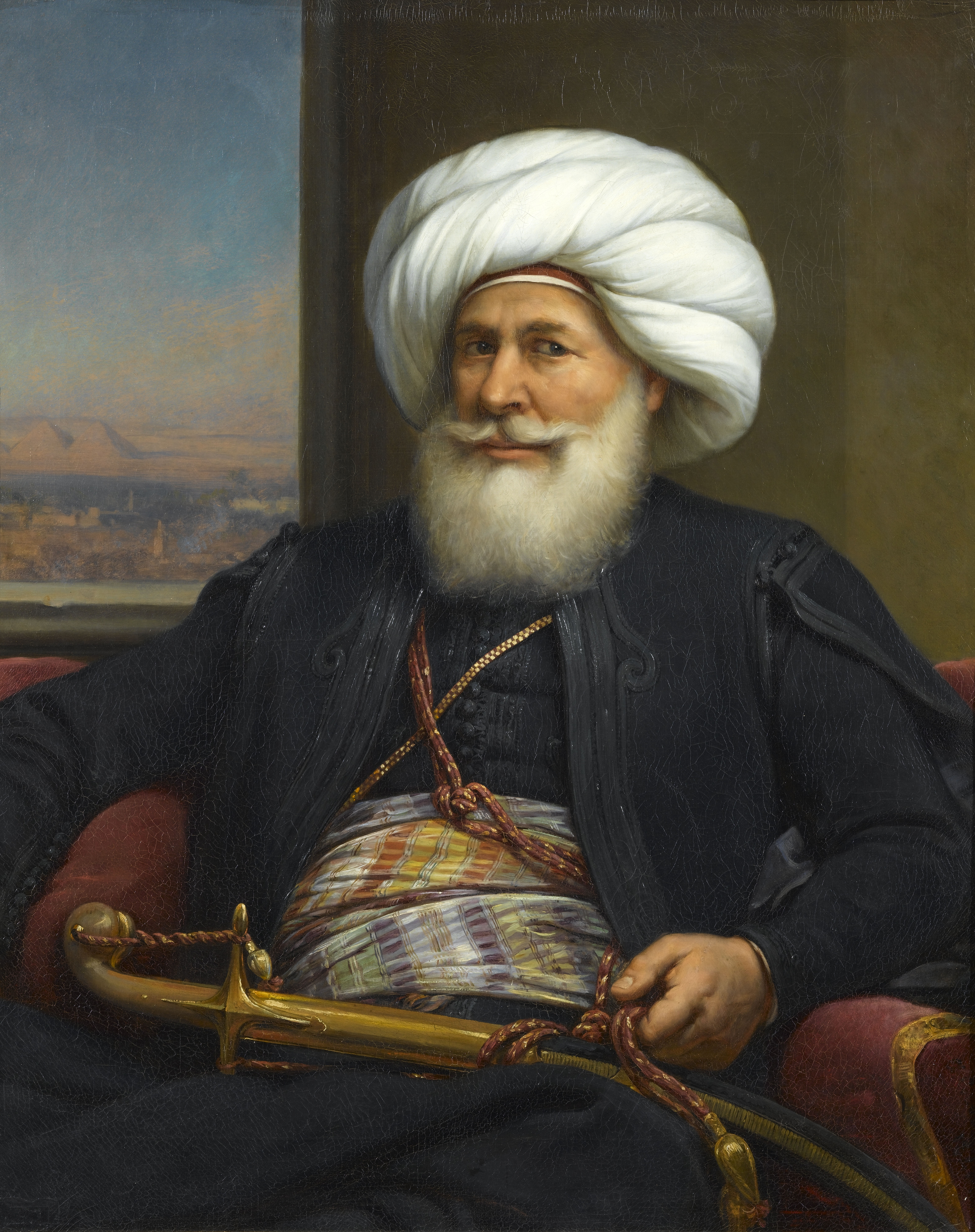
Méhémet Ali.

L'histoire de l'Égypte sous les Alaouites (la dynastie Méhémet Ali) (1805-1953) fut une période de réformes et de modernisations accélérées qui permirent à l'Égypte de s'emanciper progressivement de la domination ottomane et tenter de devenir un pays développé en dehors de l'Europe.
Cependant, ces efforts, largement financés par la dette, conduisirent l'État à la quasi-faillite et à la dépendance progressive à l'égard du Royaume-Uni. Avec l'affaiblissement de ce dernier après les deux guerres mondiales, les mouvements nationalistes montèrent en puissance et finirent par obtenir l'indépendance.
Un coup d'État militaire conduisit enfin à l'abdication du roi et la proclamation de la République arabe d'Égypte.

## Méhémet Ali (1805-1849)

### Arrivée au pouvoir
En 1798, les troupes françaises, dirigées par Napoléon, prirent l'Égypte, tenue par les Ottomans. Soutenus par les Britanniques, les Ottomans envoyèrent une armée pour la reconquérir. Les Français perdirent leur flotte à la bataille d'Aboukir mais occupèrent l'Égypte jusqu'en 1801. Méhémet Ali, nommé également Mohamed Ali, le « numéro deux » de l'armée ottomane d'origine albanaise, émergeait alors comme figure principale en Égypte.
Les Britanniques, voulant conserver leurs forces pour faire face à Napoléon en Europe et garder une bonne relation avec l'Empire ottoman, s'abstinrent tout d'abord d'occuper le pays. À leur départ, une guerre civile tripartite éclata entre l'armée régulière ottomane, les mamelouks et les mercenaires albanais dirigés par Méhémet Ali et dura de 1803 à 1807.
Dès 1805, la victoire de Méhémet Ali s'annonça quand le sultan ottoman Sélim III (1789-1807) le reconnut comme wali (gouverneur) d'Égypte. Son autorité fut accrue en mettant en échec l'expédition britannique, qui occupa Alexandrie en 1807. Dès lors, il pouvait consolider son pouvoir et fonder une dynastie, qui allait devenir quasi-indépendante à l'égard de la Porte.

### Les réformes

#### Réformes de l'armée (1807-1811)
Pour moderniser son armée, Méhémet Ali s'était tourné vers la France, qui saisit l'occasion de contrer l'alliance anglo-ottomane. Des officiers de l'armée française entraînèrent l'armée égyptienne et furent appelés nizamiye.
Pour éliminer une menace contre son pouvoir, Méhémet Ali fit massacrer la plupart des généraux mamelouks en 1811.

#### Appropriation des terres (1808-1817)
En 1808, Méhémet Ali commença son programme d'achat des terres dans toute l'Égypte. Les propriétaires étaient forcés sous forme de pensions périodiques de lui vendre leurs parcelles à des prix imposés par l'État qui ne correspondaient pas à leurs valeurs réelles. Même quand Méhémet Ali était en campagne dans l'actuelle Arabie saoudite, le programme suivait son cours. Ainsi, Méhémet Ali devint le plus gros propriétaire terrien en Égypte.

#### Autres réformes
Entre 1818 et 1820, Méhémet Ali poussait à d'autres réformes : amélioration de l'administration financière et de l'agriculture, modernisation des structures, appel à des techniciens étrangers.
Il fit reconstruire la ville d'Alexandrie vers 1810. En 1819, il commença la construction du canal Mahmoudiya pour irriguer Alexandrie avec les eaux du Nil. En 1850, Alexandrie avait retrouvé la splendeur des temps anciens.
En 1822, après avoir conquis une grande partie du Soudan, le général Mahommed Bey introduisit la culture du coton, originaire du Soudan, et diffusa le coton Jumel, de qualité supérieure aux produits alors sur le marché. L'industrie du coton était organisée et développée, si bien qu'en l'espace de seulement quelques années, le coton devint une importante source de revenus pour l'Égypte.
L'éducation était encouragée, surtout la médecine. En 1826, Méhémet Ali envoya des étudiants en France, ce qui constituait le mouvement Rifa'at al-Tahtawi.
Ses réformes touchaient également l'université al-Azhar et les instituts religieux islamiques sur lesquels le contrôle de l'État s'était renforcé.
Les marchands européens jouissaient des statuts privilégiés, Méhémet Ali ayant besoin d'eux pour exporter ses marchandises. La ville portuaire d'Alexandrie connaissait une prospérité grandissante. Le volume de marchandises européennes et indiennes transitant par l'Égypte était en augmentation régulière. La présence nombreuse des marchands européens, surtout chrétiens, apporta aussi des améliorations aux conditions de vie de la communauté chrétienne du pays.

### Guerre en Péninsule arabique (1811-1817)

Evolution territoriale de l'Égypte sous Méhémet Ali

À la suite de la prise de La Mecque par les wahhabites en 1802, le sultan ottoman Mahmoud II (1808-1839) donna l'ordre au général Méhémet Ali de mater la révolte wahhabite. Le maître de l'Égypte débuta ses campagnes dans la péninsule en 1811.

#### Première campagne (1811-1815)
Méhémet Ali commença par envoyer son fils Toussoune, âgé de 16 ans, avec 20 000 soldats et 2 000 chevaux. Après quelques succès, cette force échoua au défilé de Jejeida, près d'Al-Safra, et dut se retirer à Yanbu. Avec les nouveaux renforts arrivant en fin d'année, le général Toussoune reprit les offensives. Après un long siège, Médine tomba dans ses mains. Toussoune prit ensuite Djeddah et La Mecque et captura un général saoudien.
La situation se retourna alors. Le wali Méhémet Ali dut lui-même venir diriger les opérations à l'été 1813 et laisser son fils adoptif Ibrahim Pacha garder l'Égypte. Malgré les difficultés à cause du dépaysement des troupes et des tactiques de leurs adversaires, il fit des exploits et déposa le chérif de La Mecque. À la suite de la mort du chef saoudien Saoud, il signa un traité de paix avec son fils Abdallah Ier en 1815.
Apprenant que les Ottomans voulaient profiter de son absence pour reprendre le contrôle de l'Égypte et que Napoléon Ier avait retrouvé le pouvoir, Méhémet Ali se pressa de regagner l'Égypte. Il arriva au Caire le jour même de la bataille de Waterloo.

#### Deuxième campagne (1816-1818)
À la nouvelle d'une mutinerie au Caire, le général Toussoune rentra au pays mais mourut en 1816, âgé seulement de 20 ans. Son père Méhémet Ali, insatisfait du traité avec les Saoudiens dans l'ensemble et que certaines clauses n'étaient pas complètement respectées, envoya une nouvelle armée dans la péninsule Arabique. Les récents mutins furent envoyés au front.
Cette fois la campagne fut dirigée par Ibrahim Pacha, le fils aîné et adoptif de Méhémet Ali. L'armée s'ébranla à l'automne 1816. La guerre fut longue et difficile, mais en 1818, Ibrahim Pacha réussit à s'emparer de Dariya, la capitale saoudienne. Abdallah Ier, le souverain saoudien, son trésorier et son secrétaire furent déportés vers Constantinople (ou le Caire, selon certaines sources). Malgré la promesse d'Ibrahim Pacha garantissant leur sécurité, ils furent exécutés. Ibrahim Pacha rentra au Caire à la fin de1818 après avoir écrasé toutes les oppositions dans la péninsule arabique.

### Invasion de la Libye (1820)
En février 1820, Méhémet Ali envoya une armée dans le désert Libyque et s'empara de l'oasis de Siwa.

### Expansion au Soudan (1820-1822)
En 1820, Méhémet Ali envoya une autre armée contre les pays du Soudan actuel, dirigée par son fils Ismaïl. Cette armée, forte de 4 000 à 5 000 hommes, se composait principalement d'Arabes et de Turcs. Elle quitta Le Caire en juillet, et s'empara du pays de Nubie assez rapidement. Ensuite, elle écrasa les Arabes Shagia au sud de la province de Dongola, puis défit les Mamelouks rescapés, et s'empara du territoire de Sennar au centre du Soudan sans coup férir.
En 1821, Ibrahim Pacha fit construire le bourg de Khartoum, qui deviendra la capitale du Soudan. La même année, Méhémet Ali envoya le général Mahommed Bey, avec environ 4 500 soldats et 8 canons envahir le pays de Kordofan au centre de l'actuel Soudan. Mahommed Bey réussit la conquête après une guerre terrible.
En octobre 1822, le général Ismaïl et son entourage furent brûlés vifs par Nimr, roi du pays de Chendi, au nord de l'actuel Soudan. Mahommed Bey devint gouverneur unique au Soudan. La conquête au Soudan continuait, et les Égyptiens se rendirent maîtres des ports Suakin et Massawa, donnant sur la Mer Rouge.

### L'écriture de l'Égypte antique déchiffrée (1822)
Pendant la campagne égyptienne de Napoléon Bonaparte, un militaire français fit la découverte à Rachid (francisé en Rosette) d'un bloc de granit portant des inscriptions en trois écritures: hiéroglyphique, démotique et grecque. La pierre de Rosette attira l'attention immédiate des égyptologues. Les Britanniques, victorieux des Français en Égypte, avaient même exigé dans le traité de paix que cette pierre leur soit livrée.
En mai 1816, le savant et linguiste anglais Thomas Young publia à Cambridge une première étude sur l'inscription démotique de la pierre de Rosette. En 1819, dans le supplément de l'Encyclopædia Britannica, il déclara avoir déchiffré 13 lettres de l'alphabet égyptien. Il s'avéra plus tard que seulement cinq de ces lettres étaient correctes, et leurs découvertes avaient été fondées sur des conjectures, non sur une approche scientifique[non neutre].
Malgré la perte de la pierre de Rosette, les Français en possédaient au moins une reproduction. Ainsi, le jeune historien et linguiste français Jean-François Champollion avait pu l'utiliser pour déchiffrer l'écriture égyptienne antique, et ce, avec des démonstrations logiques. Le 27 septembre 1822, à « l'Académie des inscriptions et des belles-lettres », en présence de Thomas Young entre autres, le résultat de ce travail fut annoncé. En 1824, Jean-François Champollion publia au frais de l'État le Précis du système hiéroglyphique des anciens Égyptiens, marquant la renaissance de l'écriture égyptienne après 15 siècles de silence.
Lors de sa mission scientifique en Égypte, Champollion et son équipe furent reçus par Méhémet Ali le 24 août 1828.
Avec Jean-François Champollion, la civilisation égyptienne antique revenait à la lumière. En collaboration avec Léon-Jean-Joseph Dubois, il réalisa la série Le Panthéon égyptien dont le tome I parut en 1823 et le tome XV en 1831. Il laissa également d'autres ouvrages fondamentaux comme la Grammaire égyptienne, élaborée entre 1830 et 1832.

### Révolte d'Ahmad (1824)
En 1824, un certain Ahmad, originaire du village d'al-Salimiyyah, à quelques kilomètres de Thèbes en Haute-Égypte, se proclama prophète et se souleva contre le régime de Méhémet Ali. De 20 000 à 30 000 personnes se joignirent à lui, la plupart étant ddes paysans, en plus de déserteurs de la force « Nizam Gedid » (nouveau système)
Les paysans étaient fort mécontents des réformes de Méhémet Ali, surtout en raison de la hausse des impôts et les corvées. La plupart de ces pauvres gens n'avaient d'autres armes de combat que des longues cannes nabbout caractéristiques des paysans égyptiens. La révolte fut réprimée dans le sang, avec environ un quart des insurgés massacrés. Ahmad parvint à s'échapper mais disparut dans la nature. C'était la dernière tentative des gens du pays pour renverser le régime du gouverneur Méhémet Ali.
Dans les années qui suivaient, le pays restait très calme. Les soldats étaient hautement entraînés et hautement disciplinés. Les voyageurs pouvaient naviguer sur le Nil ou prendre des routes terrestres sans crainte d'être attaqués par des bandits.

### Guerre en Grèce (1824-1828)
En 1821 les Grecs et la plupart des Arvanites (Albanais orthodoxes) se soulevèrent contre les Ottomans pour gagner leur indépendance. N'arrivant pas à éteindre la rébellion, les Ottomans demandèrent l'aide de Méhémet Ali. Ce dernier insista[réf. nécessaire] qu'il ne fournit l'aide militaire qu'en échange de Chypre, la Crète, le Péloponnèse et la Syrie. Une fois l'accord ottoman obtenu, Méhémet Ali envoya une armée, dirigée par son fils adoptif Ibrahim Pacha.
En 1824, une force égyptienne de 17 000 soldats et de 60 navires arriva en Crète. En 1825, elle se déploya dans le Péloponnèse. Malgré de lourdes pertes, l'armée ottomano-égyptienne reconquit rapidement presque la totalité du pays. Le soulèvement grec était sur le point d'être anéanti vers la fin de 1827 mais fut sauvé par l'interposition des Occidentaux entre les belligérants. Le 20 octobre 1827, la flotte anglo-franco-russe infligea une sévère défaite à la flotte ottomano-égyptienne lors de la bataille de Navarin. Ibrahim Pacha ne renonça pas et continua à garder ses positions dans le Péloponnèse. Cependant, privé de ravitaillement et à la suite du débarquement de troupes terrestres françaises, il évacua cette région en octobre 1828.
Selon le traité de paix proposé par les Britanniques, l'Égypte continua à conserver la Crète. Les Ottomans ne cessèrent les combats qu'en 1832, lorsqu'ils reconnurent l'indépendance de la Grèce.

### Première guerre turco-égyptienne (1831-1833)
Constatant la faiblesse des ottomans, Méhémet Ali constitua une nouvelle armée et une nouvelle flotte, visant à annexer l'empire turc. Saisissant le prétexte qu'Abdallah Pacha, gouverneur d'Acre (en territoire ottoman) donna asile à 6 000 pauvres "fellah" égyptiens fuyant les impôts et corvées, il envoya Ibrahim Pacha avec son armée en territoire ottomane le 31 octobre 1831.
La Palestine et la Syrie tombèrent facilement aux mains des Égyptiens, mais il a fallu un siège de six mois pour prendre Acre. Une fois la Syrie maîtrisée, les Égyptiens entrèrent en Asie mineure. Le 21 décembre 1832, Ibrahim Pacha écrasa les Ottomans commandés par le vizir Reshid Mehmed Pacha à la bataille de Konya. Il n'y avait plus aucune armée ottomane faisant obstacle entre Konya et la capitale, Méhémet Ali était sur le point de déposer le sultan Mahmoud II pour établir l'enfant en bas âge de ce dernier, Abdülmecit Ier à la place.
L'Empire russe, malgré les guerres continuelles avec l'Empire ottoman, n'avait pas l'intention de voir son voisin remplacé par un empire plus puissant. Elle offrit son aide au sultan Mahmoud II. Les Ottomans venaient de rendre l'indépendance à la Grèce et de signer une paix avec la Russie et acceptèrent donc l'aide militaire russe. La guerre se transforma en des conférences de négociation, qui furent présidées par les Russes et abouti au traité de Kütahya, signé le 14 mai 1833.
Selon le traité, Méhémet Ali continua à être considéré comme un gouverneur de province (Wali) et devait évacuer l'Asie mineure. Ses droits de gouverner la Crète et l'Hedjaz en péninsule Arabique furent cependant reconnus. Son fils adoptif Ibrahim Pacha reçut la Syrie et le district d'Adana, en Asie Mineure. Tous les deux, en tant que sujets, doivent payer tribut à la cour ottomane, mais en réalité, la somme à payer était modérée. Méhémet Ali pouvait jouir de ses droits sur d'immenses territoires (l'Égypte, le Soudan, l'ouest de l'Arabie, la Syrie, le Liban et la Palestine), ce qui constitue un cas sans doute unique dans l'histoire universelle pour un gouverneur de province.
Ibrahim Pacha appliqua les méthodes de gouvernement tyranniques en Égypte sur les territoires nouvellement occupées. En moins d'un an, il y eut des soulèvements des Ayriens, des Druzes du Liban et des Arabes contre lui. Ces soulèvements furent écrasés par Méhémet Ali lui-même, mais le mécontentement des peuples donna espoir de reconquête au sultan Mahmoud II.

### Situation intérieure (1833-1839)
Selon les mémoires de Ferdinand de Lesseps, vice-consul de France à Alexandrie, une grave épidémie sévit en Égypte entre 1833 et 1837. Jusqu'à un tiers des populations d'Alexandrie et du Caire en périt.

### Deuxième guerre turco-égyptienne (1839-1841)
Au printemps 1839, le sultan Mahmoud II massa ses troupes à la frontière syrienne. Se sentant menacé sur son flanc, Ibrahim Pacha prit l'initiative d'attaquer les troupes ottomanes. Le 24 juin, il leur infligea une sévère défaite à la bataille de Nézib. Mahmoud II mourut six jours plus tard avant que la nouvelle de la défaite ne parvienne à la capitale. Le prince Abdülmecit, âgé de 17 ans, lui succéda.
Comme la Russie, le Royaume-Uni et la France ne voulaient pas l'unification de l'Égypte avec la Turquie, les troupes franco-britanniques, renforcées par des contingents grecs, envahirent immédiatement l'Égypte. Constatant les discordes et les compétitions nombreuses entre les Britanniques et les Français, Méhémet Ali essaya de temporiser en espérant une fin éventuelle de l'alliance franco-britannique. Cette attente ne fit qu'aggraver sa défaite, les Français étant déterminés de maintenir leur alliance avec les Britanniques dans cette guerre.
Le 15 juillet 1840, le traité de Londres fut signé entre le Royaume-Uni, la Prusse, la Russie et l'Autriche et l'Empire ottoman. Il reconnaissant le droit héréditaire de la famille de Méhémet Ali en Égypte et au Soudan, mais elle devait évacuer la Syrie et le Liban. La France, ayant d'autres intérêts en Palestine, n'était pas d'accord avec certains termes, tout comme Méhémet Ali. Réagissant à ce rejet, les Britanniques et les Autrichiens commencèrent un blocus naval devant la côte du delta du Nil et bombardèrent Beyrouth le 11 septembre 1840. Après la capitulation de la ville d'Acre le 3 novembre 1840, Méhémet Ali dut accepter les termes du traité de Londres le 27 novembre 1840. Il fut aussi obligé d'abandonner la Crète et le Hedjaz et de réduire ses troupes à 18 000 personnes.
À la suite de son acceptation, la cour ottomane lui envoya des firmans pour préciser les frontières, dont le plus important datait du 13 février 1841. Méhémet Ali pouvait donc garder le Sinaï et certaines territoires en péninsule Arabique.

### Les dernières années de Méhémet Ali
Le traité de Londres mit fin à des guerres successives qui avaient commencé bien avant le règne de Méhémet Ali. Mais en 1842, l'Égypte fut frappée par une grande crue du Nil qui détruisit des récoltes. La même année, une épizootie emporta un grand nombre d'animaux. En 1843 une invasion de sauterelles provoqua une famine causant la dépopulation de plusieurs villages.
Le peuple souffrait également des conditions de vie qui régnaient dans l'armée, dont l'effectif avait déjà été réduit. Selon les lettres de l'infirmière Florence Nightingale, envoyées depuis l'Égypte en 1849 et 1850, plusieurs familles pensaient « protéger » leur progéniture de la vie dans l'armée en leur crevant un œil ou en leur coupant un membre. Méhémet Ali ne fut pas dupe et réagit en créant des unités spéciales pour handicapés, comme les « mousquetaires infirmes » en prétendant que même avec un seul œil, on pouvait toujours très bien tirer.
Quant aux fellahs, ils étaient forcés aux corvées pour des gros œuvres d'intérêt public. Le dernier des grands travaux était un grand pont au commencement du delta du Nil, dont Méhémet Ali posa la première pierre en 1847.
Après presque un demi-siècle à la tête de l'Égypte, en juin 1848, Méhémet Ali ne fut plus capable d'administrer le pays. Il cessa de gouverner et expira le 2 août 1849.

## Ibrahim Pacha (1848)
Ibrahim Pacha commença à régner quand son père adoptif se retira des affaires de la cour en juin 1848. Il fut reconnu comme wali par les Ottomans le 1er septembre 1848. Il mourut cependant le 10 novembre, avant même Méhémet Ali.

## Abbas Ier(1849-1854)
Abbas Ier, fils de Toussoune et petit-fils de Méhémet Ali, était le maître effectif du pays depuis la mort d'Ibrahim Pacha. Il devint officiellement gouverneur d'Égypte et du Soudan à la mort de son grand-père en 1849. De caractère taciturne, Abbas ne quitta presque jamais son palais. Il mena une politique à l'encontre de celle de son grand-père. Il abolit les monopoles en commerce, réduisit l'armée à 9 000 personnes et ferma écoles et entreprises.

L'Egypte sous Méhémet Ali et ses successeurs

Sous la pression du gouvernement britannique, il autorisa la construction du chemin de fer reliant Le Caire à Alexandrie.
Il fut assassiné par deux de ses esclaves en juillet 1854.

## Saïd Pacha (1854-1863)
Saïd Pacha était l'enfant favori de Méhémet Ali. Ayant fait ses études en France, dès l'année de son accession au pouvoir, il signa le 30 novembre un firman concédant aux Français le droit d'utiliser l'isthme de Suez pendant 99 ans en vue de creuser et d'exploiter le canal de Suez. Le représentant de la France qui dirige l'œuvre est l'ingénieur Ferdinand de Lesseps, vieil ami de Saïd Pacha, ancien vice-consul d'Alexandrie. Les Britanniques, rivaux des Français dans la région, se servirent de leur influence auprès de la cour ottomane pour empêcher cette construction. Ce ne fut qu'en 1856 que les Ottomans donnèrent leur accord.
Pour apaiser les Britanniques, Saïd Pacha autorisa l'Eastern Telegraph Company à entrer dans le marché égyptien et laissa aux Britanniques fonder la Bank of Egypt en 1854. En 1855, Saïd Pacha abolit l'impôt djizya auquel étaient soumis les chrétiens. Peu après, il autorisa également les chrétiens à entrer dans l'armée égyptienne. Saïd Pacha fit des efforts pour mettre fin aux chasses d'esclaves au Soudan mais sans succès. Il améliora la vie des fellahs. En 1858, il signa un décret leur permettant de posséder à vie les terres qu'ils cultivaient.
Il développa également les infrastructures du pays, lançant un deuxième chemin de fer reliant Le Caire et Alexandrie, et un autre chemin de fer menant vers le port d'Al-Souways (Suez).
Ferdinand de Lesseps fit un appel aux capitaux pour fonder la Compagnie universelle du canal maritime de Suez, qui réunit 200 000 000 de francs français divisés en 400 000 actions. L'État égyptien apporta sa participation à hauteur de 80 millions de francs. Le reste vint exclusivement d'actionnaires français. La compagnie vit le jour le 15 décembre 1858, avec son siège principal à Alexandrie et son siège administratif à Paris. Auparavant, le 5 janvier 1856, un firman fixa que 4/5 des employés devaient être égyptiens. Un autre décret signé le 20 juillet 1856 définit les conditions de travail des fellahs participant à la construction du canal.
Le 25 avril 1859, les travaux commencèrent enfin. À l'endroit où le canal devait rejoindre la Méditerranée, on construisit la ville portuaire de Saïd Pacha (Port Saïd).
Les Britanniques, œuvrant pour la construction d'une ligne de chemin de fer traversant l'Égypte et ne voulant surtout pas voir les Français tenir un endroit stratégique, réussirent à faire arrêter les travaux du canal par la cour ottomane en octobre 1859. Ferdinand de Lesseps rentra en France pour demander une intervention de Napoléon III. Le souverain donna le coup de pouce nécessaire en déclarant que les travaux actuels n'étaient que préparatoires et qu'il ne s'agissait pas la véritable construction.
En 1862, par manque de main d'œuvre, la Compagnie du canal de Suez exigea de Saïd Pacha l'envoi de 10 000 travailleurs chaque mois via un système de corvée.
Saïd Pacha mourut le 18 janvier 1863 alors que le chantier du canal de Suez était toujours un sujet d'actualité.

## Ismaïl Pacha (Ismaïl le Magnifique) (1863-1879)

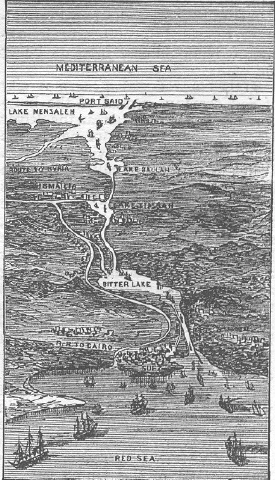
Dessin du canal de Suez en 1881

Ismaïl Pacha, fils d'Ibrahim Pacha, succéda à son oncle. Durant son règne, il reçut plusieurs médailles d'honneur de la part des pays étrangers comme la France, l'Italie, la Prusse, les Pays-Bas, etc. et est surnommé « Ismaïl le Magnifique ».

### Construction du canal de Suez
Profitant de la disparition de Saïd Pacha, les Britanniques renouvelèrent leurs efforts auprès du sultan ottoman pour interrompre le chantier de Suez. Le 6 avril 1863, le sultan Abdulaziz posa comme conditions l'arrêt des corvées et la neutralité de la zone du canal de Suez. Le 6 juillet 1864, Napoléon III, en tant qu'arbitre reconnu par tous les protagonistes, imposa à l'État égyptien un dédommagement à la Compagnie du canal de Suez la somme de 84 000 000 de francs français, dont 38 000 000 en raison de l'arrêt de l'envoi de main d'œuvre par corvée.
La Compagnie introduisait des machines pour compenser cette main d'œuvre. Malgré tout, le perçage du canal continua, ce qui conduisit à la construction d'une nouvelle ville vers le milieu du canal, baptisée au nom d'Ismaïl Pacha : Ismaïlia.
En juin et juillet 1865, une épidémie de choléra frappa la région du canal, emportant un grand nombre d'ouvriers. Finalement, le canal fut inauguré le 17 novembre 1869 en présence de l'impératrice Eugénie et plusieurs personnalités étrangères.

### Réformes

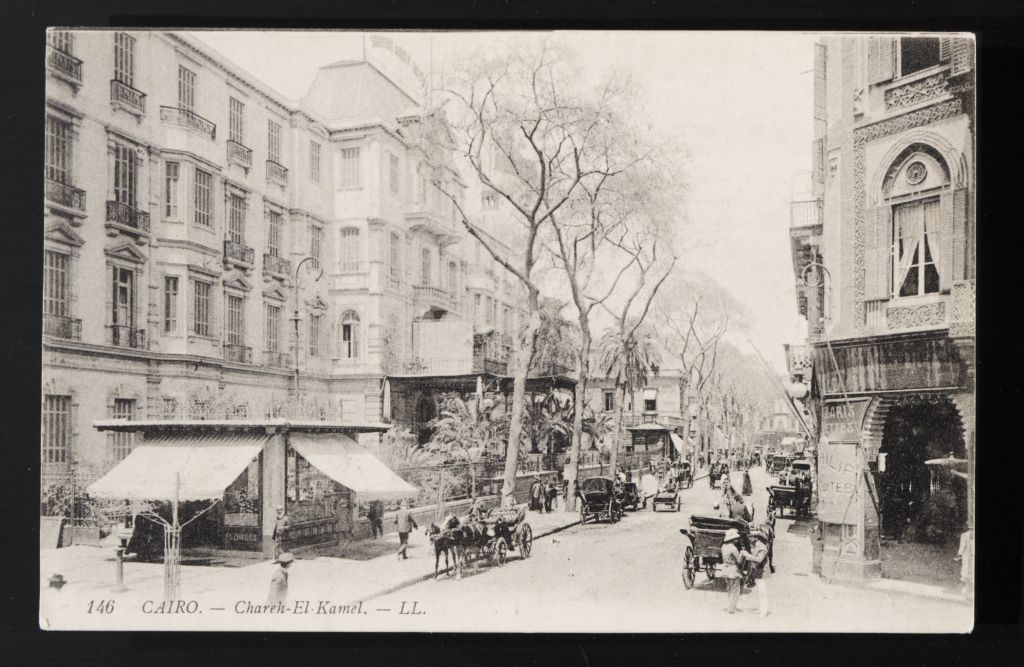
Le nouveau quartier du Caire construit sur le modèle des grandes villes européennes.

La guerre de Sécession (1861-1865) faisait exploser les prix du coton puisque le Sud des États-Unis en était une grande région productrice, cela apportait des bénéfices énormes à l'État égyptien au début du règne d'Ismaïl Pacha. Ces bénéfices lui permirent de mieux indemniser la Compagnie du canal de Suez et mener des réformes. Il rétablit et améliora le système administratif de Méhémet Ali, qui avait été démoli par Abbas Ier. En 1865, il créa la poste égyptienne. Il réorganisa les écoles militaires fondées par Méhémet Ali et éleva l'effectif de l'armée à 94 000 en 1874. Il apporta aussi un peu de soutien à l'éducation.
Il fit venir les meilleures entreprises européennes construire des chemins de fer, le système de télégraphe, des phares et le brise-lames d'Alexandrie. Il fit élargir considérablement Le Caire et y ajouta une ville nouvelle sur la rive gauche du Nil avec Paris comme modèle.
Ismaïl Pacha continuait aussi les efforts pour abolir la traite des esclaves commencés par Saïd Pacha.

### Règles de succession et titres
En 1866, Ismaïl Pacha obtint du sultan ottoman l'accord pour changer la règle de succession. Jusque-là, selon la loi ottomane, l'héritier prioritaire était l'homme le plus âgé de la famille. Cela explique le cas de Saïd Pacha, qui succéda à son neveu Abbas Ier (né en 1813) puisque né après lui (en 1822). En échange d'une augmentation du tribut annuel presque du simple au double, l'héritier prioritaire devenait désormais le fils aîné.
En 1867, Ismaïl Pacha fut reconnu khédive par la cour ottomane. Ses prédécesseurs depuis Méhémet Ali usurpaient ce titre sans l'accord des sultans ottomans bien que, comparés à Ismaïl Pacha, ils leur étaient moins dépendants.
En 1873, un nouveau décret firman venant de la cour ottomane reconnut d'autres privilèges accordés aux khédives d'Égypte.

### Dettes et impositions
Depuis la fin de la guerre de Sécession aux États-Unis, le prix du coton avait progressivement baissé, ce qui entraînait des difficultés financières pour l'État égyptien. De plus, Ismaïl Pacha menait un train de vie luxueux, faisait construire plusieurs palais et obligeait le gouvernement à taxer lourdement la population.
Dans ses Dernières lettres d'Égypte (Last letters from Egypt), Lady Duff Gordon raconta : « Je n'arrive pas à décrire la misère ici maintenant avec quelques nouvelles taxes chaque jour. Chaque bête: chameau, vache, mouton, âne, et cheval est faite pour payer un impôt. Les fellahs ne peuvent plus manger du pain; ils sont en train de vivre avec des repas d'orge mélangés avec de l'eau, des légumes ou herbes crus, des gesses, etc. Les taxes rendent la vie impossible : une taxe par type de culture, par espèce d'animal, qui sont encore re-taxés lors de leurs transactions dans les marchés; sur chaque homme, sur du charbon, sur de la beurre, sur du sel, etc. Les gens en Haute-Égypte s'enfuient par paquets, ne pouvant plus payer les nouvelles taxes et faire les travaux exigés. Même ici (au Caire), les bastonnades pour les impositions annuelles sont atroces ».

### Expansions dans le sud
Un peu avant, en 1865, Ismaïl Pacha reçut des Ottomans la province d'Habesh (Abyssinie), qui était alors une bande côtière étroite avoisinant l'Éthiopie. À partir de ce territoire, Ismaïl Pacha étendit sa zone de contrôle au détriment de celle du négus Yohannes IV d'Éthiopie en mettant en place d'immenses plantations de coton.
Dans la direction du sud-ouest, il annexa le Darfour en 1874.
Son armée essuya un grand revers en novembre 1875 face à l'armée éthiopienne à la bataille de Gundet. En mars 1876, elle fut à nouveau écrasée par Yohannes IV d'Éthiopie à la bataille de Gura, où son fils Hassan Pacha fut capturé, et qui sera plus tard relâché moyennant une rançon fabuleuse.

### Banqueroute
La dette de l'État égyptien passa de 3 000 000 £ en 1863 à 100 000 000 £ en 1874. En 1875, la production à l'intérieur du pays n'était plus en mesure de satisfaire les besoins les plus urgents du système administratif. Ismaïl Pacha, qui avait déjà manqué à sa parole à plusieurs reprises de rembourser ses dettes, ne pouvait plus emprunter auprès des Européens. Des impôts étaient souvent perçus plusieurs mois à l'avance. Le montant colossal de la dette continuait à grimper. Ismaïl Pacha dut vendre au gouvernement britannique 176 602 actions de la Compagnie du canal de Suez pour le prix de 976 582 £ le 25 novembre 1875.
Les Britanniques et les Français, craignant de voir leurs investissements en Égypte s'évaporer, établirent le système de contrôle anglo-français (Dual Control en anglais) en 1876 pour limiter des pertes financières.
En 1877, le niveau d'eau du Nil était très bas, provoquant une mauvaise récolte. Cette même année, l'Égypte dut fournir à l'Empire ottoman 25 000 soldats avec provisions pour hommes et chevaux lors de la Guerre russo-turque de 1877-1878.
En août 1878, l'Égypte connut pour la première fois un premier ministre à l'occidentale lorsque Noubar Pacha, un proche d'Ismaïl Pacha, reçut ce poste. En septembre 1878, le contrôle anglo-français fut remplacé par la présence de deux ministres étrangers dans le cabinet nouvellement formé: le Britannique Charles Rivers Wilson (en) comme ministre des Finances et le Français Ernest-Gabriel de Blignières comme ministre des Travaux publics.
Ismaïl Pacha, ne pouvant pas supporter cette situation, organisait secrètement un soulèvement de l'armée pour reprendre le pouvoir. Les Britanniques et les Français réagirent en demandant un décret de l'Empire ottoman, qui le destitua le 26 juin 1879 et en le remplaçant par son fils aîné, Tewfik d'Égypte. Ismaïl Pacha abandonna sa position de khédive sans aucune résistance.

## Contrôle anglo-français (1876-1882)
En décembre 1875, le gouvernement britannique envoya Stephen Cave et le colonel John Stokes en Égypte pour enquêter sur la situation financière. En d'avril 1876, Cave publia un rapport montrant que l'État égyptien ne pourrait pas éviter la banqueroute en continuant d'administrer le pays de cette manière. Les puissances européennes, profitant de l'état d'endettement du pays, exigèrent alors d'autres concessions de la part de celui-ci.
La mise en place de la Caisse de la Dette (en) en mai 1876 permit à des pays étrangers de contrôler une grande partie des recettes de l'État égyptien.
En novembre 1876, le système de contrôle anglo-français vit le jour selon lequel un officier britannique surveillait les recettes, et son homologue français contrôlait les dépenses du pays. Ce contrôle conduisit à l'internationalisation du chemin de fer et du port d'Alexandrie. Le Britannique George Goschen et le Français Edmond Joubert classifièrent les dettes égyptiennes et les évaluèrent à une somme totale de 89 308 000 livres sterling, avec 6 000 000 livres d'intérêts annuels.
En 1877, avec la mauvaise récolte et les dépenses pour les 25 000 soldats envoyés à l'aide de l'Empire ottoman, rien qu'en payant les intérêts, l'État égyptien accusait un déficit de £3 440 000. En 1878, avec de nouveaux emprunts auprès de la banque Rothschild, la dette s'éleva à £98 378 000, mais le taux d'intérêt baissa à 4 %, ce qui réduisit les intérêts à une somme annuelle de £4 243 000. En mai 1878, Britanniques et Français mirent en place un nouveau comité d'enquête aboutissant au contrôle de la colossale fortune privée d'Ismaïl Pacha.
Le contrôle anglo-français (dual control) en tant qu'appellation s'arrêta en septembre 1878, lorsque Rivers Wilson et Blignières entrèrent dans le gouvernement égyptien. Dans les faits, l'Égypte restait sous contrôle anglo-français.
Entre septembre 1878 et avril 1879, l'effectif de l'armée égyptienne passa de 25 000 à 7 000, et quelque 2 500 officiers virent leurs salaires réduits de moitié.
Après la déposition d'Ismaïl Pacha, le contrôle anglo-français fut rétabli en novembre 1879. Jusqu'en 1882, les dépenses et recettes de l'État égyptien restèrent contrôlées par les officiers britanniques (Evelyn Baring, puis Auckland Colvin) et français (Ernest-Gabriel de Blignières).

## Tawfiq Pacha (1879-1892)
Tawfiq Pacha hérita de son père un État en faillite et sous contrôle étranger. Cependant, il ne fut pas complètement dépourvu de pouvoir et en fit plutôt mauvais usage. Il décrète que les paysans ne peuvent pas devenir officiers. Le peuple mécontent rallia la révolte du colonel Ahmed Arabi, conduisant à l'occupation du pays par les Britanniques en 1882. En 1884, les Britanniques demandèrent la cession du Soudan, ce que Tawfiq Pacha doit accepter.
Tawfiq Pacha restait toutefois chef de l'État. Le 9 juin 1888, il congédia le premier ministre Nubar Pacha et invita plus tard Riyad Pacha à former son nouveau cabinet.
Le consul-général britannique, Evelyn Baring, lui encouragea d'afficher ses activités de gouvernement. Il se consacra aux travaux d'irrigation, à l'éducation et à la justice. Lors de l'épidémie de choléra de 1883 à Alexandrie, il brava les risques de contagion, rendit visite aux victimes et les consola. Ces activités contribuèrent à maintenir la popularité de sa dynastie.

## Occupation par le Royaume-Uni (1882-1952)

### Soulèvement d'Ahmed Urabi (1881-1882)
Le contrôle anglo-français provoqua un développement du nationalisme en Égypte. Les nationalistes égyptiens lancèrent des pièces de théâtre, des articles de revues revendiquant l'indépendance et un régime doté d'une constitution. Certains d'entre eux étaient influencés par la doctrine de Djemâl ad-Dîn al-Afghâni, appellent l'unité des musulmans contre les colonialistes européens.
En 1881, le colonel Ahmed Urabi se révolta contre le ministre de la Guerre, puis contre Tawfiq Pacha lui-même. Il réclama la mise en place d'une constitution par suffrage universel et l'augmentation du budget de l'armée. Plusieurs factions nationalistes se rallièrent à lui, dont plusieurs coptes chrétiens. En début de 1882, ils tenaient le gouvernement et l'armée. Plusieurs mutineries éclatèrent dans les villes portuaires.
Depuis Saïd Pacha et Ismaïl Pacha, les Égyptiens accèdèrent progressivement aux postes d'officiers de l'armée. Ces officiers fondèrent des sociétés secrètes pour lutter contre la discrimination raciale qui favorisait les Turcs et les Circassiens, qui avaient été privilégiés depuis le temps des Mamelouks. Sous l'influence de ces sociétés secrètes, des émeutiers déversèrent leurs colères sur les Turcs, les Circassiens, les Européens et enfin même les Égyptiens chrétiens.
En mai, les Britanniques et les Français envoyèrent leurs vaisseaux de guerre bloquer le port d'Alexandrie, ce qui rendait la situation encore plus tendue. Plus de 100 ressortissants étrangers furent tués. Le 11 juillet 1882, les Britanniques bombardent Alexandrie. Les ambassadeurs se réunissent à Constantinople, où les Ottomans furent invités à mater la révolte en Égypte mais s'y opposèrent. Les Britanniques invitent les Français à participer à une expédition militaire pour occuper l'Égypte mais sans succès. Les Britanniques se tournent vers les Italiens, qui déclinent également.
En août 1882, les Britanniques débarquèrent en Égypte via les villes portuaires de Port-Saïd, Suez et Ismaïlia au bord du canal de Suez. Les Égyptiens battirentles Britanniques à la bataille de Kafr-el-Dawwar près d'Alexandrie, mais le 13 septembre 1882 ils perdirent la bataille décisive de Tel el-Kebir.
Ahmed Urabi fut capturé au Caire et jugé le 3 décembre. Il fut condamné à mort, peine commuée en un exil à Ceylan. En mai 1901, il fut amnistié par le khédive Abbas II et rentra en Égypte.

### Période pré-Protectorat (1882-1914)
Les Britanniques rétablirent Tawfiq Pacha. Il semble qu'au début, ils ne voulaient pas garder longtemps leur régime d'occupation mais qu'ils avaient changé d'avis en constatant la nécessité de réformer la situation financière du pays. Malgré le fait d'y détenir le véritable pouvoir, les Britanniques continuaient de considérer officiellement l'Égypte comme territoire ottoman.
Le 29 octobre 1888, la convention de Constantinople fut signée entre le Royaume-Uni, l'Autriche-Hongrie, l'Allemagne, les Pays-Bas, la Russie, la France, l'Espagne, et l'Empire ottoman et proclama la neutralité du canal de Suez. Ce traité garantissait le droit de passage à tous en temps de paix comme en temps de guerre mais reconnaissait le droit des khédives égyptiens de prendre des mesures pour garder le territoire ou assurer la sécurité intérieure.
Tawfiq Pacha décéda le 7 janvier 1892. Son fils aîné, Abbas II, lui succéda.
En janvier 1894, après avoir été forcé de retirer une remarque critiquant les troupes égyptiennes sous le commandement du général britannique Herbert Kitchener, Abbas II fonda et soutint en secret le mouvement nationaliste dirigé par Mustafa Kamil.
À la fin du XIXe siècle, l'Empire colonial français devenait le premier empire en Afrique par la superficie. En 1898, voulant des concessions de la part des Britanniques au Soudan et en Égypte, le gouvernement français envoya des troupes à Fachoda (à 650 km au sud de Khartoum). Ce qui amena la crise du même nom. De juillet à décembre 1898, les troupes françaises et britanniques étaient sur le point de se livrer bataille. La crise fut finalement soldée par une retraite française, et la guerre fut évitée.
À Fachoda, lorsqu'il s'adressa à son homologue français, Jean-Baptiste Marchand, le général Kitchener présenta sa mission comme "garder Fachoda au nom de la Sublime-Porte et le khédive d'Égypte". Cela montre que les Britanniques considéraient l'Égypte et le Soudan officiellement comme territoire ottoman sous gouvernance de la dynastie de Méhémet Ali.
Le 8 avril 1904, les Français signèrent à Londres une convention garantissant aucune obstruction à l'action britannique en Égypte en échange d'une promesse réciproque des Britanniques concernant le Maroc. Ce texte régla aussi d'autres contentieux territoriaux entre les deux pays.
En 1906, l'affaire de Denshawai, une rixe entre militaires britanniques et villageois égyptiens débouchant sur une brutale répression britannique, entraîna une montée du mécontentement et du nationalisme égyptiens. Cependant, les Égyptiens ne furent pas en mesure de s'opposer à la tutelle britannique.

### Période du Protectorat (1914-1922)
En août 1914, la Première Guerre mondiale éclata. En octobre 1914, l'Empire ottoman rejoint les Empires centraux contre la Triple-Entente dont faisait partie le Royaume-Uni. Par conséquent, le Royaume-Uni déclara l'Égypte sous protectorat britannique. Le 19 décembre de la même année, ils déposèrent le khédive Abbas II, le remplacèrent par son oncle Hussein Kamal et laissèrent Hussein Kamal se proclamer sultan, comme les souverains ottomans.
Les Britanniques ne respectèrent pas la neutralité du canal de Suez, proclamée lors de la convention de Constantinople en 1888. Ils en interdirent le passage aux vaisseaux des Empires centraux. En 1915, une armée ottomane lança une offensive depuis la péninsule du Sinaï pour le contrôle du canal, mais elle fut repoussée.
En 1917, l'armée britannique, basée en Égypte, gagna des batailles contre les Ottomans et prit Gaza, puis Jérusalem. En 1918, à la suite d'autres victoires, elle s'empara de Damas, Beyrouth, et Alep.
Le 9 octobre 1917, le sultan Hussein Kamal décéda. Son fils unique, Kamal al-Din Hussein, refusa catégoriquement de prendre la succession tant que le vrai pouvoir serait détenu par les Britanniques. Le sultanat fut assumé par Fouad Ier, frère cadet du défunt.
La Première Guerre mondiale, qui avait profondément changé la société égyptienne, finit en 1918. Près de 70 000 Égyptiens avaient participé aux opérations militaires britanniques dans le Sinaï, en Palestine et en Mésopotamie. Des centaines de milliers d’Égyptiens avaient été recrutés par corvée pour participer aux travaux nécessaires à la guerre (terrassement, fortification, chemin de fer etc.). Cette ponction, qui avait touché également le cheptel agricole, pesa sur la paysannerie. Des dizaines de milliers de familles furent ruinées au sortir de la guerre. En revanche, les commandes militaires permirent un début d’industrialisation et un enrichissement d’une partie de la bourgeoisie.
Le 13 novembre 1918, les nationalistes, dirigés par Saad Zaghlul, formèrent une délégation (Wafd en arabe), qui rencontra le haut-commissaire britannique en Égypte, Sir Reginald Wingate, qui refusa d’entendre leurs revendications et affirme que les Britanniques devaient maintenir sa souveraineté sur le pays. De toute l’Égypte, des mandats de soutien populaires furent envoyés au Wafd, lui conférant une véritable audience nationale. Le Wafd tenta de rejoindre Londres pour discuter avec le gouvernement britannique du statut futur de l’Égypte, mais les autorités du Caire empêchèrent ce départ. En mars 1919, les Britanniques arrêtèrent Saad Zaghloul et un certain nombre de ses collaborateurs et les envoyèrent en exil à Malte. Les Égyptiens réagirent en déclenchant le 8 mars 1919 la révolution égyptienne de 1919, un mouvement de résistance non violente. Pendant quelques semaines, jusqu'en avril 1919, des grèves et des manifestations éclatèrent dans tout le pays. Étudiants, fonctionnaires, commerçants, paysans, ouvriers, prêtres, chrétiens comme musulmans participèrent à cette révolution.

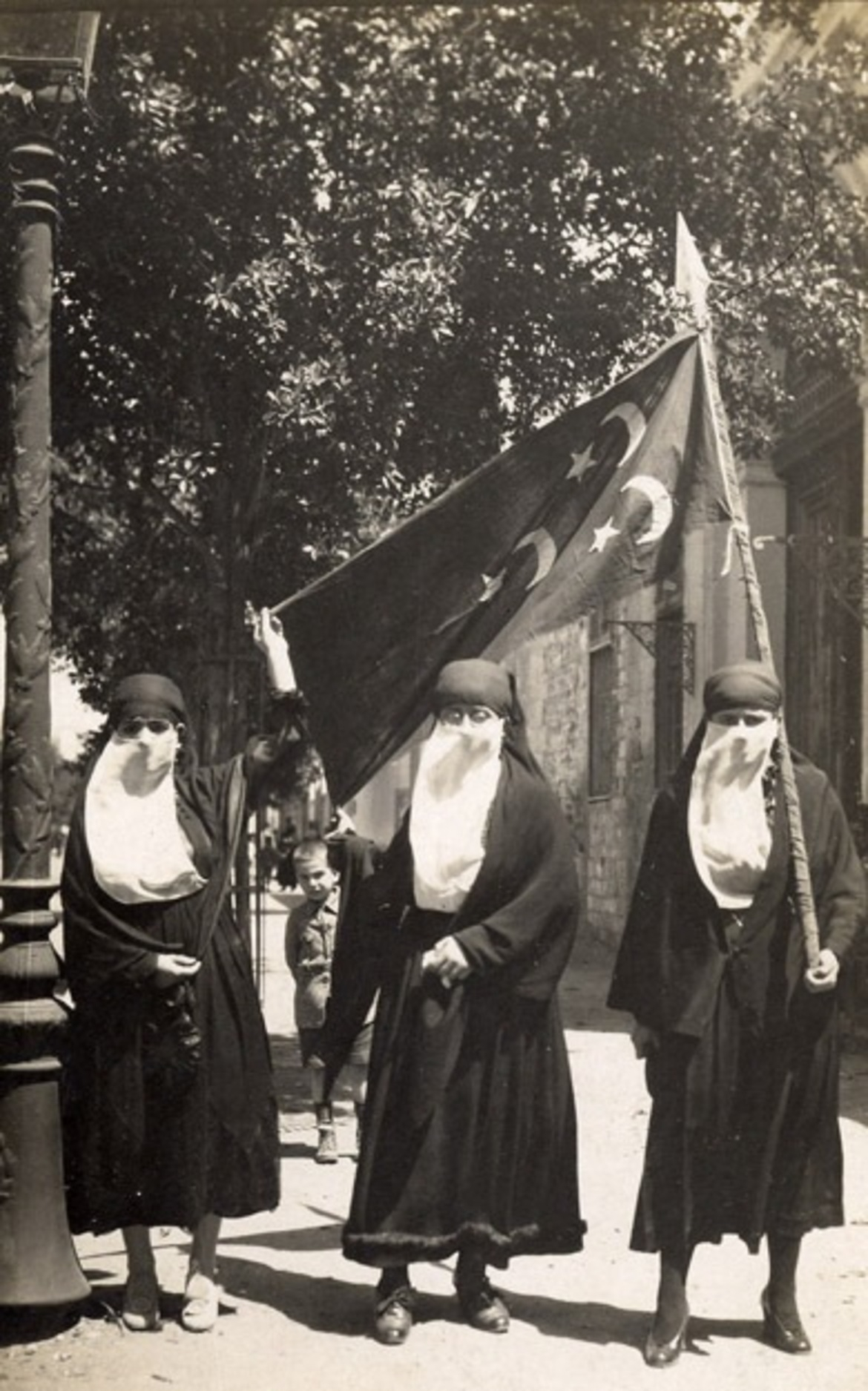
Manifestation des femmes patriotiques au Caire, 1919.

Selon le New York Times du 25 juillet 1919, le nombre de morts égyptiens jusque-là dans le cadre de la révolution s’élevait à 800 et le nombre de blessés à 1 600.
Les Britanniques acceptèrent de libérer Saad Zaghloul le 7 avril 1919 et approuvèrent la présence de la délégation du Wafd à la conférence de la paix de Paris. Le 11 avril 1919, cette délégation arriva à Versailles. Cependant, sa négociation avec les Britanniques fut un échec puisqu'ils refusèrent l'indépendance de l'Égypte. Les États-Unis, première puissance mondiale après la guerre, défendent l'occupation britannique de manière intransigeante.
En novembre 1919, le Royaume-Uni envoya la commission Milner en Égypte pour résoudre la situation. En 1920, le vicomte Alfred Milner remit le rapport au ministre des affaires étrangères, le marquis George Curzon, suggérant de transformer le protectorat en une alliance avec l'Égypte. Curzon accepta de recevoir la délégation de Saad Zaghloul, qui était secondé par Adli Yakan Pacha, un membre de la famille royale. Cette délégation arrivaà Londres en juin 1920, et l'accord fut finalisé en août de la même année. En février 1921, le Parlement du Royaume-Uni ratifia l'accord et demanda à l'Égypte d'envoyer une délégation dotée du plein pouvoir pour signer le traité définitif. En juin 1921, Adli Pacha arriva en Angleterre à la tête de la délégation égyptienne. Pourtant, lors de la Conférence Impériale de 1921 à Londres, les représentants du dominion insistaient que le Royaume-Uni devait garder le contrôle de la région du canal de Suez. De ce fait, Curzon ne réussit pas à convaincre le cabinet à accepter les conditions qu'Adli Pacha était prêt à signer. La délégation d'Adli Pacha repartit finalement bredouille.
L'opposition grandissante des Égyptiens conduisitles Britanniques à imposer la loi martiale au Caire en décembre 1921. D'autre part, ils arrêtèrent à nouveau Saad Zaghloul et l'exilent à Aden, puis aux Seychelles, la même année. Les Égyptiens intensifièrent leur résistance, particulièrement dans les zones rurales, et s'attaquèrent aux installations militaires, civiles et aux personnels britanniques. Ces actions entraînèrent le changement de position des Britanniques, qui signent l'indépendance de l'Égypte le 22 février 1922.

### Période post-Protectorat (1922-1936)
Le 16 mars 1922, Fouad Ier abandonna son titre de sultan pour l'échanger contre le titre de « roi d'Égypte et de Soudan » avec comme supplément le titre de « souverain de Nubie, de Kordofan et de Darfour ».
Malgré l'indépendance reconnue, l'Égypte continuait de rester politiquement, administrativement et fiscalement plus ou moins sous contrôle britannique, qui devait approuver les réformes. De surcroît, l'armée britannique continuait de garder le canal de Suez, le Soudan et d'autres possessions égyptiennes et conservait sa présence même en Égypte proprement dite.
Le 19 avril 1923, l'Égypte adopta une nouvelle constitution élaborée par le Wafd. Selon cette constitution, le roi était le chef suprême du pays, qui devait être aidé par les ministres dans les tâches du gouvernement et ne devait pas monopoliser le pouvoir législatif, tenu par les deux parlements. Le 16 janvier 1924 Saad Zaghloul devint pour la première fois de l'histoire du pays un premier ministre élu par suffrage universel et demeurait pour le peuple un héros national. Cependant, il restait moins d'un an au poste du chef du gouvernement. Après l'assassinat de Lee Stack, gouverneur-général du Soudan, et à la suite d'exigences des Britanniques qu'il considéra inacceptables, il démissionna le 24 novembre 1924.

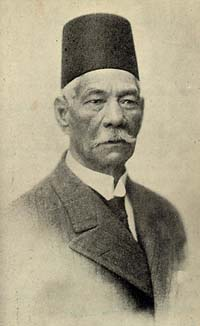
Saad Pacha Zaghloul

Une longue période d'instabilités suivait cette démission. En 1928, le parlement fut dissous, et une partie de la constitution n'était plus respectée. Cette même année, Hassan el-Banna fonda l'association des Frères musulmans contre le Wafd et l'influence occidentale. L'année suivante, le parti fasciste Jeune Égypte fut fondé par Ahmad Husayn. Le 4 octobre 1929, le premier ministre Mohammad Mahmoud Pacha démissionna. Durant les deux mois qui suivaient, le baronnet Percy Lyham Loraine assurait la fonction du gouverneur général d'Égypte jusqu'à ce que le pays pût choisir un nouveau premier ministre. En 1931, le Wafd boycottant les élections, le gouvernement du pays passa aux mains du parti Al-Sha'ab ("Peuple"). De 1933 à 1936, Fouad Ier dirigeait lui-même le pays. Durant cette période, grâce à des retours en poste des anciens chefs du gouvernement comme Abdel Khaliq Sarwat Pacha et Adli Yakan Pacha, qui assuraient des mandats supplémentaires, l'Égypte pouvait développer de bonnes bases qui lui permettaient bientôt de retrouver l'indépendance totale.
Fouad Ier décéda le 28 avril 1936. Le prince Farouk, 16 ans, lui succéda comme Farouk Ier. Jusqu'à 29 juillet 1937, il était assisté par le conseil de Régence, présidé par le prince Méhémet Ali Tewfik.
La constitution fut rétablie en 1936. Le Wafd revint au pouvoir par suffrage universel. Moustapha el-Nahhas Pacha, un compagnon de Saad Zaghlul qui était en exil avec lui aux Seychelles, ancien premier ministre en 1928 et en 1930, devint premier ministre pour la troisième fois. Le 26 août 1936, les deux gouvernements signèrent le traité anglo-égyptien de 1936, qui marqua le retrait de l'armée britannique de toute l'Égypte à l'exception de la région du canal de Suez.

### Farouk Ier (1936-1952)

#### Avant la Seconde Guerre mondiale (1936-1939)
Malgré la fin de l'occupation du pays par l'armée britannique, l'Égypte demeurait militairement liée au Royaume-Uni. Selon le traité anglo-égyptien de 1936, le Royaume-Uni approvisionnait et entraînait l'armée égyptienne et s'engageait à porter secours à l'Égypte en cas de guerre. L'Égypte se sentait à l'époque menacée par l'expansion italienne à la fois par le sud depuis l'Éthiopie et par l'ouest depuis la Libye.
Farouk Ier jouissait d'une grande popularité au début de son règne grâce à l'origine considérée comme autochtone de sa mère et à l'indépendance nationale retrouvée. Cependant, avec le temps, il devint moins populaire à cause de son train de vie luxueux.

#### Pendant la Seconde Guerre mondiale (1939-1945)
Avant le début des hostilités, dès que la situation en Europe était devenue tendue, les Britanniques avaient déjà obtenu l'accord des Égyptiens pour installer leurs bases militaires dans le pays. En juin 1939, les choses se concrétisèrent avec le Middle East Command, qui vit le jour au Caire.
Pourtant, en 1940, Farouk refusa de déclarer la guerre à l'Axe. Le Wafd se déclara contre le nazisme. Du 9 au 16 septembre 1940, les Italiens envahirent l'Égypte mais furent repoussés par les Britanniques et les Français libres. Pendant le bombardement d'Alexandrie par les Italiens et les Allemands, le courant était coupé dans toute la ville, mais le palais de Farouk avait toutes ses lumières allumées, ce qui alimenta le mécontentement d'une partie de la population.
Les troupes britanniques basées en Égypte, dirigées successivement par Archibald Wavell, Claude Auchinleck et Bernard Montgomery, réussissirent à tenir tête aux armées de l'Axe en Afrique du Nord. On mentionne souvent les deux batailles d'El-Alamein, dont la seconde est considérée comme le tournant de la Seconde Guerre mondiale en Afrique puisque les Alliés commencèrent à reprendre du terrain.
En février 1942, les Britanniques exigèrent que l'Égypte soit gouvernée par le Wafd. Moustapha el-Nahhas Pacha redevint premier ministre pour une nouvelle fois. Remercié par Farouk en octobre 1944, il fut remplacé par Ahmad Mahir Pacha, qui s'opposait au mouvement des Frères musulmans au point d'émettre un fatwa à leur encontre. En janvier 1945, il déclara la guerre à l'Axe au nom de l'Égypte et fut donc, le 24 février, assassiné au parlement par un homme de 28 ans.

#### Après la Seconde Guerre mondiale (1945-1952)
Le prochain premier ministre, Mahmoud an-Nukrashi Pacha, fut assassiné également, cette fois à son bureau en 1948 par un membre du mouvement des Frères musulmans,
La même année vit la création de l'état d'Israël. Pour protéger les intérêts arabes, les pays arabes, dont principalement l'Égypte, le Liban, la Jordanie, la Syrie et l'Irak, s'engagèrent dans une guerre visant à supprimer l'état naissant. La guerre durait jusqu'en 1949 et se termina par la victoire d'Israël. Cela fut vue comme grande honte par les Arabes. On blâmait principalement l'incompétence des gouvernements et l'influence occidentale.
En 1948, le colonel Gamal Abdel Nasser fonda le Mouvement des officiers libres pour enverser le roi et chasser les conseillers britanniques. Ce mouvement déclencha la Révolution égyptienne de 1952, forçant Farouk à abdiquer en faveur de son fils nouveau-né, Fouad II. Le 18 juin 1953, la monarchie fut abolie, l'Égypte fut proclamée république. Le règne des Alaouites d'Égypte prit fin.

## Bilan de la modernisation
De par sa proximité avec l'Europe, l'Égypte était bien placée pour prendre conscience des avancées scientifiques et technologiques en l'Europe. Ses dirigeants, de Méhémet Ali à Ismaïl Pacha, menaient activement des politiques de modernisation et ouvraient le pays aux entreprises européennes.
Cependant, les efforts de modernisation effectués dans le pays durant cette période n'ont pas apporté beaucoup de bien-être au peuple et n'ont pas empêché l'Égypte de tomber sous domination étrangère.
Pour moderniser, les dirigeants avaient trop forcé les populations, ce qui affaiblissait le potentiel de développement du pays. Durant le siècle et demi sous le règne de la dynastie, les Égyptiens n'avaient pu fonder aucune entreprise technologique de renommée mondiale, avec une envergure comparable à Matsushita dans l'électronique au Japon ou à Tata Steel dans la sidérurgie en Inde.
Durant cette période, l'éducation et la recherche égyptiennes n'avaient également pas pu produire de grandes figures scientifiques. Ali Moustafa Mosharafa (1898-1950), considéré par Albert Einstein comme un des meilleurs physiciens de l'époque mais assez peu connu du grand public faute d'invention ou de théorie populaire, ne fit ses études en Égypte que jusqu'au niveau secondaire et poursuivit ses études supérieures en Angleterre.
Pourtant, sciences et technologies égyptiennes ont compté parmi les plus avancées depuis la plus haute Antiquité jusqu'au début de l'époque mamelouke (1260-1517). Probablement puisque les dirigeants de la dynastie Méhémet Ali n'avaient pas suffisamment encouragé la recherche et développé les universités, il n'y a pas eu de véritable réveil de ces domaines. En 1875, à l'exception des instituts d'études supérieures religieuses, l'Égypte avait seulement 7 universités ou écoles spécialisées, avec 69 professeurs et 356 étudiants, toutes situées au Caire.

## Démographie
La population égyptienne est estimée à 4 millions d'habitants en 1805 et connaissait une croissance rapide à partir des années 1840. Des recensements eurent lieu en 1846, en 1848 et en 1882. Un recensement par des méthodes modernes fut réalisé en 1897, donnant un résultat de 9 734 405 individus. Ce chiffre était deux fois celui de 1848, où l'on dénombrait 4,5 millions d'habitants.
La population dépassa les 14 millions d'individus à partir de 1927 et les 19 millions à partir de 1947, avec un taux d'activité autour de 35 % pendant la période. Dans l'ensemble, la population égyptienne fut multipliée par environ cinq fois entre 1805 et 1947, ce qui constitua en revanche une croissance faible par rapport à la période 1950-2000, où elle manqua de quadrupler.